# Gwendolen
Gwendolen (z walijskiego gwen czyli biały, sprawiedliwy, błogosławiony i dolen czyli pętla, ogniwo łańcucha, pierścionek, łuk) – żeńskie imię, w powszechnym użyciu dopiero od końca XIX wieku. Innym zapisem tego imienia jest między innymi Gwendolyn.
To standardowa, angielska forma łacińskiego imienia Guendoloena, które zostało po raz pierwszy użyte przez Geoffrey z Monmouth, jako imię legendarnej brytyjskiej królowej w jego dziele Historia Regum Britanniae (ok. 1138). Ponownie użył tego imienia w dziele Vita Merlini (ok. 1150) nadając je postaci żony tytułowego Merlina, doradcy Króla Artura. Dr Arthur Hutson sugeruje, że imię Guendoloena powstało z błędnego odczytania starego walijskiego miana Guendoleu.
Imię to nie było w powszechnym użyciu aż do XIX wieku. Wersja zapisu Gwendoline była używana w latach 60. XIX wieku. Miano to nosiła na przykład Gwendoline Anson, urodzona ok. 1837, córka Thomasa Ansona. Imię to pojawia się także w powieści Daniel Deronda, opublikowanej ok. 1874–6.

## Osoby o tym imieniu
- Gwendolen Margaret Carter (1906–1991), kanadyjska naukowiec
- Gwendolen Mary "Gwen" John (1876–1939), walijska malarka
- Gwendolen Fitzalan-Howard (1877–1945), brytyjska księżna
- Gwendolen Guinness(1881–1966), brytyjska polityk
- Gwendolen "Len" Howard (1894–1973), brytyjska muzyczka
- Joyce Gwendolen Quin (ur. 1944), brytyjska polityk
- Gwendolen Mary "Gwen" Raverat (1885–1957), angielska ksylografka
- F. Gwendolen Rees (1906–1994), brytyjska zoolog
- Ella Gwendolen Rees Williams (1890–1979), karaibska pisarka
- Guendalina Sastri (ur. 1953), włoska aktorka i piosenkarka